# CDP-paratozna 2-epimeraza
CDP-paratozna 2-epimeraza (EC 5.1.3.10, CDP-paratozna epimeraza, citidin difosfoabekvozna epimeraza, citidin difosfodidezoksiglukozna epimeraza, citidin difosfoparatozna epimeraza, citidin difosfatna paratoza-2-epimeraza, CDP-abekvozna epimeraza, CDP-D-abekvozna 2-epimeraza, CDP-tivelozna 2-epimeraza) je enzim sa sistematskim imenom CDP-3,6-didezoksi--glukoza 2-epimeraza. Ovaj enzim katalizuje sledeću hemijsku reakciju
CDP-3,6-didezoksi--glukoza {\displaystyle \rightleftharpoons } CDP-3,6-didezoksi-D-manoza
Za dejstvo ovog enzima je neophodan NAD+.

## Literatura
- Nicholas C. Price; Lewis Stevens (1999). Fundamentals of Enzymology: The Cell and Molecular Biology of Catalytic Proteins (Third изд.). USA: Oxford University Press. ISBN 019850229X.
- Eric J. Toone (2006). Advances in Enzymology and Related Areas of Molecular Biology, Protein Evolution (Volume 75 изд.). Wiley-Interscience. ISBN 0471205036.
- Branden C; Tooze J. Introduction to Protein Structure. New York, NY: Garland Publishing. ISBN 0-8153-2305-0.
- Irwin H. Segel. Enzyme Kinetics: Behavior and Analysis of Rapid Equilibrium and Steady-State Enzyme Systems (Book 44 изд.). Wiley Classics Library. ISBN 0471303097.

## Spoljašnje veze
- CDP-paratose+2-epimerase на 